# タイラー・マクギー
タイラー・マクギー (Tyler McGee、1964年8月3日 - ) は、ニュージーランド出身のビジネスマン。大手携帯電話会社数社の営業、販売、経理担当を経て、1994年にノキア・オーストラリアに入社。2002年にアジア・太平洋地域営業担当副社長を務めた。2006年初頭から、前任者、ヘイッキ・テンフネン (Heikki Tenhunen / 同年イギリスに異動) の後任として3年間ノキア・ジャパンの社長を務め、705NK (ノキア名・N73) 等のソフトバンクモバイル向けだけでなく、NM850iGやNM705i等のNTTドコモ向けの携帯電話端末供給をも指揮した。